# Marie-Louise Meilleur
Marie-Louise Fébronie Meilleur, nata Chassé (Kamouraska, 29 agosto 1880 – Deep River, 16 aprile 1998), è stata una supercentenaria canadese vissuta 117 anni e 230 giorni.
Si trova al sesto posto nella graduatoria delle persone più longeve accertate di sempre, è la canadese più longeva di tutti i tempi, ed è inoltre una delle 12 persone che nella storia dell'umanità hanno raggiunto i 117 anni.

## Biografia
Marie-Louise Fébronie Chassé nacque a Kamouraska, nel Québec, nel 1880, da due pescatori. Secondo la sua famiglia, aveva alcuni antenati nativi americani. All'età di 18 anni, sposò Étienne Leclerc, un altro pescatore del suo villaggio. Ebbero sei figli. Dopo che il marito, due dei loro figli ed entrambi i suoi genitori morirono tra il 1911 ed il 1912, Meilleur lasciò due dei suoi quattro figli sopravvissuti e nel 1913 si trasferì al confine rurale dell'Ontario per aiutare la sorella i cui figli erano malati a causa della difterite. Solo una volta, nel 1939, tornò nel Quebec. Si sposò una seconda volta nel 1915 con Hector Meilleur, un taglialegna, e con lui ebbe altri sei figli.
Fino all'età di 107 anni ha vissuto in casa propria, successivamente dal 1987 in poi ha risieduto in una casa di cura a East Ferris.
Ha spesso attribuito la sua longevità al duro lavoro, amava ricordare i bei tempi della sua giovinezza, amava la sua famiglia, aveva un buon senso dell'umorismo e pregava spesso. Dopo la morte di Lillian Ross nel 1993, Marie-Louise divenne la canadese più anziana di sempre, mentre diventò decana dell'umanità dopo il decesso di Jeanne Calment avvenuta nel 1997. È stata la seconda persona dopo quest'ultima, a raggiungere con certezza i 117 anni. Dopo la morte di Marie Meilleur all'età di 117 anni e 230 giorni, a causa di una trombosi, a East Ferris, in Ontario, Sarah Knauss le successe come la persona vivente più anziana del mondo.